# Pegomya quadrivittoides
Pegomya quadrivittoides är en tvåvingeart som beskrevs av Zhong 1985. Pegomya quadrivittoides ingår i släktet Pegomya och familjen blomsterflugor. Inga underarter finns listade i Catalogue of Life.